# Michelle Bachelet

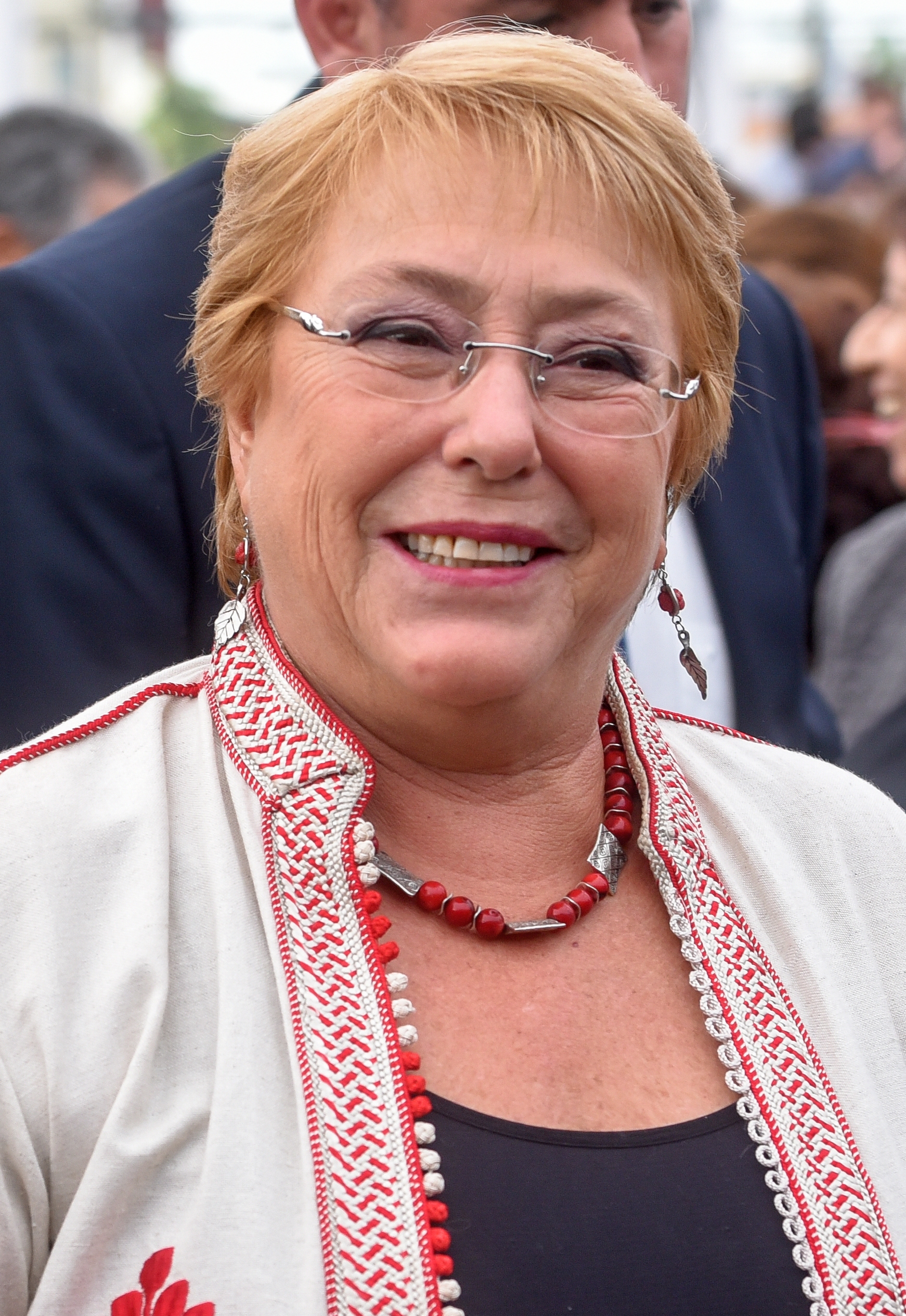
Michelle Bachelet (2018)

Verónica Michelle Bachelet Jeria [beˈɾonika miˈtʃel βatʃeˈlet ˈxeɾja] (* 29. September 1951 in Santiago de Chile) ist eine chilenische Chirurgin und Politikerin (PS). Von 2006 bis 2010 sowie von 2014 bis 2018 war sie Präsidentin Chiles und damit die erste Frau in diesem Amt. Vom 1. September 2018 bis zum 31. August 2022 war sie Hohe Kommissarin für Menschenrechte der Vereinten Nationen.
In der Zwischenzeit war sie Untergeneralsekretärin der Vereinten Nationen als geschäftsführende Direktorin (Executive Director) der UN-Frauen-Organisation UN Women.

## Leben

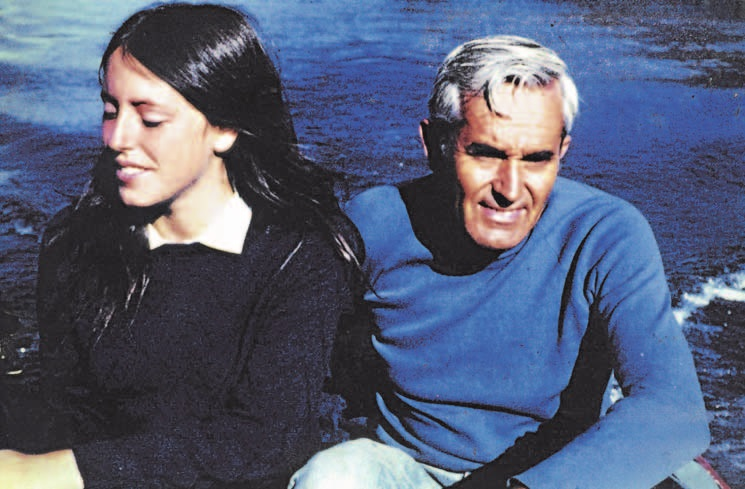
Michelle Bachelet gemeinsam mit ihrem Vater in den 60/70er-Jahren

Michelle Bachelet wurde nach der französischen Schauspielerin Michèle Morgan benannt. Sie ist die Tochter des Generals der chilenischen Luftwaffe, Alberto Bachelet, der beim Putsch 1973 in Chile Präsident Salvador Allende loyal geblieben war und von Angehörigen des Regimes von Augusto Pinochet gefangen genommen und gefoltert wurde. Im Jahr darauf erlitt er einen tödlichen Herzinfarkt im Gefängnis. Michelle und ihre Mutter flohen über Australien in die DDR. Über die Zeit vor ihrer Flucht berichtete Bachelet – 2013, kurz vor der Präsidentschaftswahl – von eigenen Erfahrungen im Foltergefängnis „Villa Grimaldi“ im Januar 1975: „Mein Kopf steckte in einer Kapuze und man hat mich beleidigt, bedroht, auch mal geschlagen. Aber die Parrilla, ein Foltergerät bestehend aus einem Bettgestell für Elektroschocks, auf Spanisch wörtlich Grill genannt, ist mir erspart geblieben.“ Am Herder-Institut der Universität Leipzig lernte sie Deutsch. An der Humboldt-Universität zu Berlin studierte sie Medizin. Am 19. Oktober 2006 wurde sie mit der Ehrendoktorwürde der Charité ausgezeichnet. Gewürdigt wurden damit ihre Verdienste um das Gesundheitswesen und die Versorgung unterprivilegierter Menschen, die sie als Kinderärztin und Politikerin in Chile erwirkt hat.
2019 wurde ihr die Ehrenbürgerschaft der Stadt Montreal verliehen.
Lange vor dem Ende des von den USA geförderten Pinochet-Regimes kehrte sie 1979 in ihre Heimat zurück und trat der Sozialistischen Partei Chiles (Partido Socialista de Chile, PS) bei. Ihr Studium schloss sie an der Humboldt-Universität Berlin ab. Sie lebte fünf Jahre lang mit dem Arzt Aníbal Henríquez zusammen, obwohl dieser Pinochets Regime unterstützt hatte; mit ihm hat sie ein gemeinsames Kind. Trotz der langen Zeit, die seit dem Ende von Pinochets Regime vergangen ist, spricht Bachelet bis heute nicht von Versöhnung, sondern von Wiederbegegnung (reencuentro), da es für viele betroffene Familien für eine Versöhnung noch zu früh sei.
Bachelet hat drei Kinder. Sie spricht Spanisch, Deutsch, Englisch, Französisch, Portugiesisch und etwas Russisch.

## Politische Karriere
Zwischen 1994 und 1997 arbeitete sie im Gesundheitsministerium unter Minister Alejandro Sandoval. 1996 nahm sie an einer militärischen Fortbildung am Inter-American Defense College in Washington, D.C. teil. Zwei Jahre später wechselte sie ins Verteidigungsministerium. Am 11. März 2000 wurde sie von Präsident Ricardo Lagos zur Gesundheitsministerin ernannt.
2002 wurde Bachelet als erste Frau in Chile Verteidigungsministerin. Damit stand sie einer Armee vor, die zu großen Teilen immer noch von Personen geführt wird, die die Diktatur Pinochets aktiv mitgetragen hatten und für Tausende Morde und Zehntausende Folteropfer verantwortlich waren.

### Erste Präsidentschaft

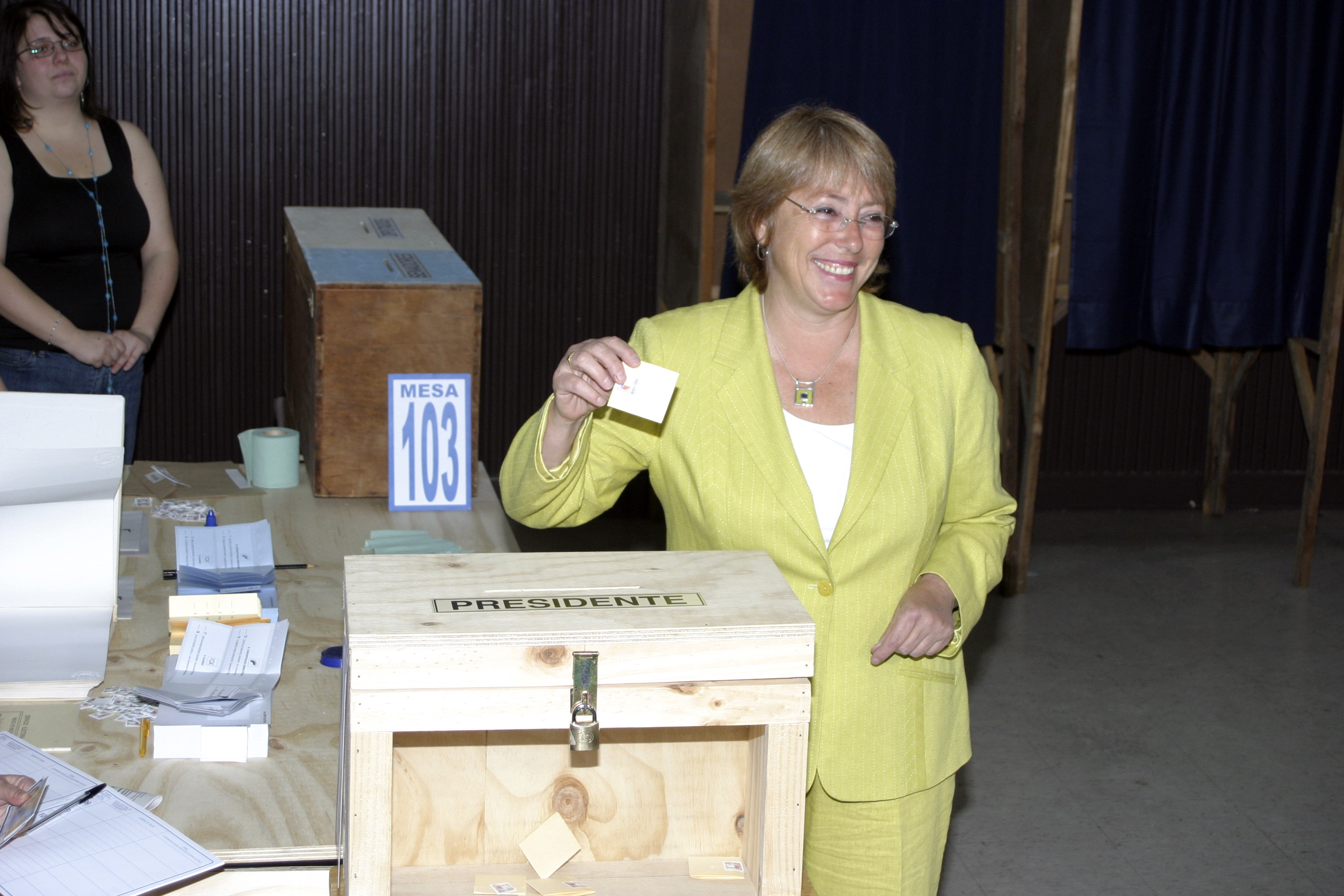
Bachelet an der Wahlurne in der ersten Runde der Präsidentschaftswahlen (2005)

Die in ihrer Partei äußerst populäre Bachelet wurde Mitte 2005 von der PS als Präsidentschaftskandidatin nominiert, wobei sie sich in den Primarias (Vorwahlen) gegen die Christdemokratin Soledad Alvear durchsetzen musste. Doch nach einem ersten Fernsehduell, innerparteilichen Machtkämpfen in der Christdemokratischen Partei sowie unter dem Eindruck der plötzlichen Kandidatur des rechtskonservativen Kandidaten der Renovación Nacional, Sebastián Piñera, zog Alvear ihre Kandidatur zurück, um eine Koalition der Linksparteien gegen das rechte Wahlbündnis Alianza por Chile zu ermöglichen. Bei den Präsidentschaftswahlen am 11. Dezember 2005 trat Bachelet unter anderem gegen die beiden konservativen Kandidaten Sebastián Piñera (Renovación Nacional) und Joaquín Lavín (UDI) an. Obwohl sich RN und UDI zur Alianza por Chile zusammengeschlossen hatten, konnten sie sich nicht auf einen gemeinsamen Kandidaten einigen. Piñera und Lavín erhielten zusammen 48,63 % der Stimmen, für Bachelet votierten 45,95 %. In die Kampagne vor der Stichwahl, die am 15. Januar 2006 stattfand, schaltete sich praktisch der ganze Regierungsapparat in den Wahlkampf ein. Vor allem der amtierende Präsident Ricardo Lagos unterstützte offen die Kandidatur Bachelets, welche die Stichwahl mit 53,5 % der Stimmen gegen Piñera gewann. Seit 1990 ist eine unmittelbare Wiederwahl nach Chiles Verfassung nicht möglich. Ihr hohes Ansehen weltweit eröffnete ihr nach dem Ende ihrer Amtszeit eine internationale Karriere.

### Zweite Präsidentschaft

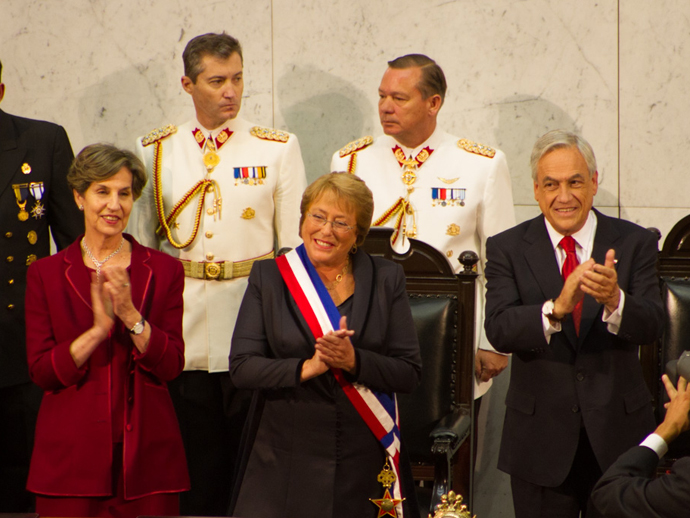
Michelle Bachelet im März 2014 bei ihrer Einführung in die zweite Amtszeit als Präsidentin von Chile zusammen mit Isabel Allende (links) und ihrem Amtsvorgänger Sebastián Piñera (rechts)

Für die Präsidentschaftswahl am 17. November 2013 wurde Bachelet erneut als Kandidatin für das Wahlbündnis Nueva Mayoría nominiert, das Parteien der Mitte und der Linken umfasst. Bachelet setzte sich am 15. Dezember 2013 im zweiten Wahlgang gegen die konservative Kandidatin Evelyn Matthei durch, sie erhielt rund 62,2 Prozent der Stimmen.
Während ihrer Amtszeit endete der chilenische Konflikt mit den Mapuche nicht.

## UN-Karriere
Am 14. September 2010 wurde Michelle Bachelet von UN-Generalsekretär Ban Ki-moon in das Amt der Leiterin (Executive Director) – im Range einer Untergeneralsekretärin der UN – der Frauen-Organisation UN Women berufen.
2017 wurde ihr der Champions of Earth Award verliehen.
Am 8. August 2018 ernannte UN-Generalsekretär António Guterres Bachelet zur Nachfolgerin von Seid al-Hussein im Amt des Hohen Kommissars der Vereinten Nationen für Menschenrechte. Die Entscheidung wurde zwei Tage später von der Generalversammlung der Vereinten Nationen bestätigt.
Nur wenige Tage nach der Veröffentlichung der Xinjiang Police Files im Mai 2022, die weitere Details zu den Menschenrechtsverletzungen der chinesischen Regierung an den Uiguren an die Öffentlichkeit brachten, begab sich Bachelet auf eine China-Reise. Für diese Reise wurde Bachelet international kritisiert, so wurde die Reise unter anderem von Menschenrechtsorganisationen als Propaganda-Reise für die chinesische Regierung bezeichnet. Auch das Auswärtige Amt Deutschlands kritisierte die Reise.
Im Juni 2022 gab Bachelet bekannt, dass sie nicht mehr für eine zweite Amtszeit kandidieren werde.
Am 31. August 2022 veröffentlichte Bachelet wenige Minuten vor ihrem Amtszeitende als Hohe Kommissarin für Menschenrechte, einen UN-Bericht, der Vorwürfe von Folter und Misshandlung in den Umerziehungslagern als glaubhaft einstuft und Anhaltspunkte für Verbrechen gegen die Menschlichkeit in den Umerziehungslager in Xinjiang sieht. Volker Türk wurde zu ihrem Nachfolger ernannt.

## Filme über Michelle Bachelet
- Ebbo Demant: Michelle Bachelet. Symbol des neuen Chile. Deutschland, 2004.